# James D. Long
James D. Long (* Dezember 1948 in Swinton, Missouri) ist ein US-amerikanischer Science-Fiction-Schriftsteller.

## Werk

### Battletech
- Battletech 19 Stahlgladiatoren. Heyne 1994, ISBN 3-453-07281-2, Main Event 1993.
- Battletech 23 Black Thorn Blues. Heyne 1994, ISBN 3-453-07992-2, D.R.T. 1994.

## Einzelromaan
- The Riddle of the Exodus, 2002